# EZAir
EZAir  — мелкая региональная авиакомпания Кюрасао. Базируется на острове Бонайре, офисы по продаже билетов расположены на Бонайре и Кюрасао. Первый рейс совершён в мае 2008 года, по некоторым данным, в марте 2009 года компания ликвидирована и слилась с другой антильской авиакомпанией Kinikini Air Express.

## Перевозки
EZAir выполняет пять ежедневных рейсов между Бонайре и Кюрасао, а также, при необходимости, чартерные рейсы на соседний остров Аруба. Полёт между Бонайре и Кюрасао длится от 20 до 23 минут.
Регулярные перевозки:
- Кралендейк, Бонайре (Flamingo International Airport) (хаб)
- Виллемстад, Кюрасао (Hato International Airport)

Чартерные перевозки:
- Ораньестад, Аруба (Международный аэропорт имени королевы Беатрикс)

## Флот
Флот EZAir состоит из следующих самолётов:
- 2 Britten-Norman BN-2A Islander, их бортовые номера — PJ-AIW и PJ-EZR [2].

## Внешние ссылки
- Bonaire International Airport
- Flights to Bonaire and Curacao — рекламный ролик EZAir
- Самолёт EZAir